# Kūhpāyeh
Kūhpāyeh (persiska: کوهپایه) är en ort i Iran.   Den ligger i provinsen Esfahan, i den centrala delen av landet, 300 km söder om huvudstaden Teheran. Kūhpāyeh ligger 1 779 meter över havet och antalet invånare är 4 587.
Terrängen runt Kūhpāyeh är platt åt sydväst, men åt nordost är den kuperad. Runt Kūhpāyeh är det ganska tätbefolkat, med 144 invånare per kvadratkilometer. Närmaste större samhälle är Harand, 16,8 km söder om Kūhpāyeh. Trakten runt Kūhpāyeh är ofruktbar med lite eller ingen växtlighet.